# Аппарат Киппа

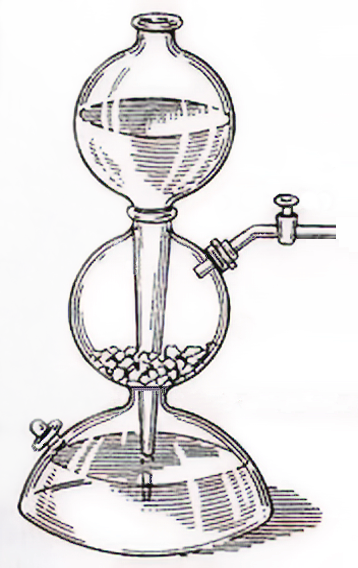
Аппарат Киппа в нерабочем состоянии (выпускной кран закрыт, газ выдавил жидкость из реактора в верхнюю часть воронки).

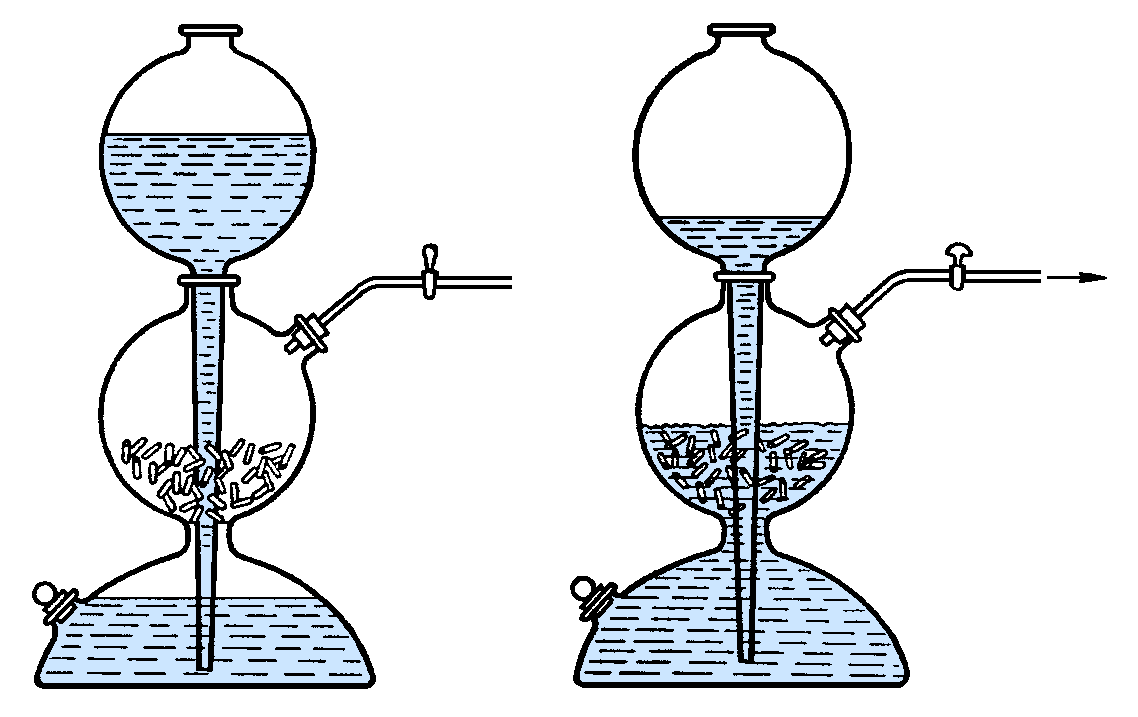
Аппарат Киппа слева в нерабочем состоянии (выпускной кран закрыт), справа — функционирующий аппарат (выпускной кран открыт)

Аппарат Киппа — универсальный прибор для получения газов (ППГ) действием растворов кислот и щелочей на твёрдые вещества.
Выпуск прибора налажен в середине XIX века голландской фирмой, основанной аптекарем Петером-Якобом Киппом, создавшей его на основе изобретённого в 1823 году «огнива Дёберейнера», автором которого является химик Иоганн Вольфганг Дёберейнер.

## Устройство прибора
Аппарат Киппа изготовляется из стекла и состоит из нескольких частей :
1. Колба-реактор с резервуаром;
2. Воронка с длинной трубкой;
3. Газоотводная трубка;
4. Ловушка для улавливания паров кислоты (например, соляной).

Колба-реактор имеет верхнюю шарообразную часть с тубулусом, в который вставляется газоотводная трубка, снабженная краном или зажимом Мора, и нижний резервуар в виде полусферы. Нижний резервуар и колба-реактор разделены резиновой или пластиковой прокладкой с отверстием, через которое проходит в нижний резервуар длинная трубка воронки, доходящая почти до дна.
Раствор в нижнем резервуаре прибора служит затвором, препятствующим выделению газа обратно через воронку во время опыта. Нижний резервуар обычно имеет тубулус, закрытый притёртой стеклянной пробкой: он необходим для слива жидкости после использования прибора.
На прокладку через боковой тубулус шпателем насыпают твёрдые вещества (мрамор, цинк, алюминий, сульфид натрия, сульфит натрия). Тубулус закрывается пробкой с газоотводной трубкой. Затем при открытом кране или зажиме в верхнюю воронку заливается раствор реагента. Когда уровень жидкости достигает вещества на прокладке, начинается химическая реакция с выделением газа.
При закрытии крана давление выделяющегося газа выдавливает жидкость из реактора в верхнюю часть воронки. Реакция прекращается. Открытие крана приводит к возобновлению реакции. Таким образом, аппарат Киппа относится к аппаратам автоматического действия.

## Использование
Проверяют герметичность всех соединений, наличие трещин. В нижний тубулус вставляют пробку и закрепляют её с помощью скобы или резинки. Воронку с длинной трубкой плотно вставляют в колбу-реактор. Прибор наклоняют и через средний тубулус засыпают твёрдое вещество, затем средний тубулус закрывают пробкой с газоотводной трубкой, кран на трубке закрывают. Далее в воронку заливают раствор кислоты (HCl), в воронку вставляют ловушку, заполненную водой. При открытии крана кислота поступает через трубку в нижний резервуар, а затем в колбу-реактор, где происходит реакция взаимодействия с твёрдым веществом с выделением газа, время заполнения колбы-реактора газом составляет около 5 минут. Затем кран закрывают, выделяющийся газ из-за повышения давления в колбе-реакторе вытесняет кислоту в воронку, реакция прекращается. Прибор готов к работе, для этого необходимо открыть кран на газоотводной трубке.

## Примеры реакций
| Получаемый газ  | Твёрдый реагент    | Жидкий реагент  | Уравнение реакции                             |
| --------------- | ------------------ | --------------- | --------------------------------------------- |
| Водород         | Цинк               | Соляная кислота | Zn + 2HCl → ZnCl2 + H2↑                       |
| Углекислый газ  | Известняк          | Соляная кислота | CaCO3 + 2HCl → CaCl2 + H2O + CO2↑             |
| Сероводород     | Сульфид железа(II) | Соляная кислота | FeS + 2HCl → FeCl2 + H2S↑                     |
| Хлор            | Перманганат калия  | Соляная кислота | 2KMnO4 + 16HCl → 2KCl + 2MnCl2 + 5Cl2↑ + 8H2O |
| Оксид азота(II) | Медь               | Азотная кислота | 3Cu + 8HNO3 → 3Cu(NO3)2 + 2NO↑ + 4H2O         |
| Ацетилен        | Карбид кальция     | Вода            | CaC2 + 2H2O → C2H2↑ + Ca(OH)2                 |